# مارجريت برايس
مارجريت برايس (13 أبريل 1941 – 28 January 2011) كانت مغنية سوبرانو ويلزية.

## روابط خارجية
- مارجريت برايس على موقع IMDb (الإنجليزية)
- مارجريت برايس على موقع مونزينجر (الألمانية)
- مارجريت برايس على موقع ميوزك برينز (الإنجليزية)
- مارجريت برايس على موقع أول موفي (الإنجليزية)
- مارجريت برايس على موقع أول ميوزيك (الإنجليزية)
- مارجريت برايس على موقع ديسكوغز (الإنجليزية)
- مارجريت برايس على موقع قاعدة بيانات الفيلم (الإنجليزية)
- مارجريت برايس على موقع كينوبويسك (الروسية)